# Przewód wątrobowy wspólny

Drogi żółciowe. Przewód wątrobowy wspólny oznaczony numerem 4.

Przewód wątrobowy wspólny (łac. ductus hepaticus communis) – w anatomii człowieka droga odpływu żółci z wątroby, powstała z połączenia przewodu wątrobowego prawego i lewego. Przewód wątrobowy lewy (łac. ductus hepaticus sinister) zbiera żółć z lewego i ogoniastego płata wątroby, przewód wątrobowy prawy (łac. ductus hepaticus dexter) z płata prawego i czworobocznego. Średnica przewodu wątrobowego wspólnego wynosi około 4 mm, długość 2–6 cm, wykazując dużą zmienność osobniczą. Przewód wątrobowy wspólny po połączeniu z przewodem pęcherzykowym tworzy przewód żółciowy wspólny.